# Forest Hills-71st Avenue
Forest Hills-71st Avenue, in origine 71st-Continental Avenues, è una stazione della metropolitana di New York situata sulla linea IND Queens Boulevard. Nel 2019 è stata utilizzata da 8 027 234 passeggeri. È servita sempre dalle linee E e F, dalla linea M durante i giorni feriali esclusa la notte, e dalla linea R sempre tranne di notte.

## Storia
La stazione fu aperta il 31 dicembre 1936.

## Strutture e impianti
La stazione è sotterranea, ha due banchine ad isola e quattro binari, i due esterni per i treni locali e i due interni per quelli espressi. È posta al di sotto di Queens Boulevard e possiede cinque ingressi, posizionati agli incroci con 71st Avenue e 70th Road. Un ascensore all'incrocio con 70th Road rende la stazione accessibile alle persone con disabilità motoria.

## Interscambi
La stazione è servita da alcune autolinee gestite da MTA Bus e costituisce interscambio con la stazione ferroviaria Forest Hills della Long Island Rail Road.
- Stazione ferroviaria (Forest Hills, LIRR)
- Fermata autobus